# Beurre manié
Pour les articles homonymes, voir Beurre (homonymie).

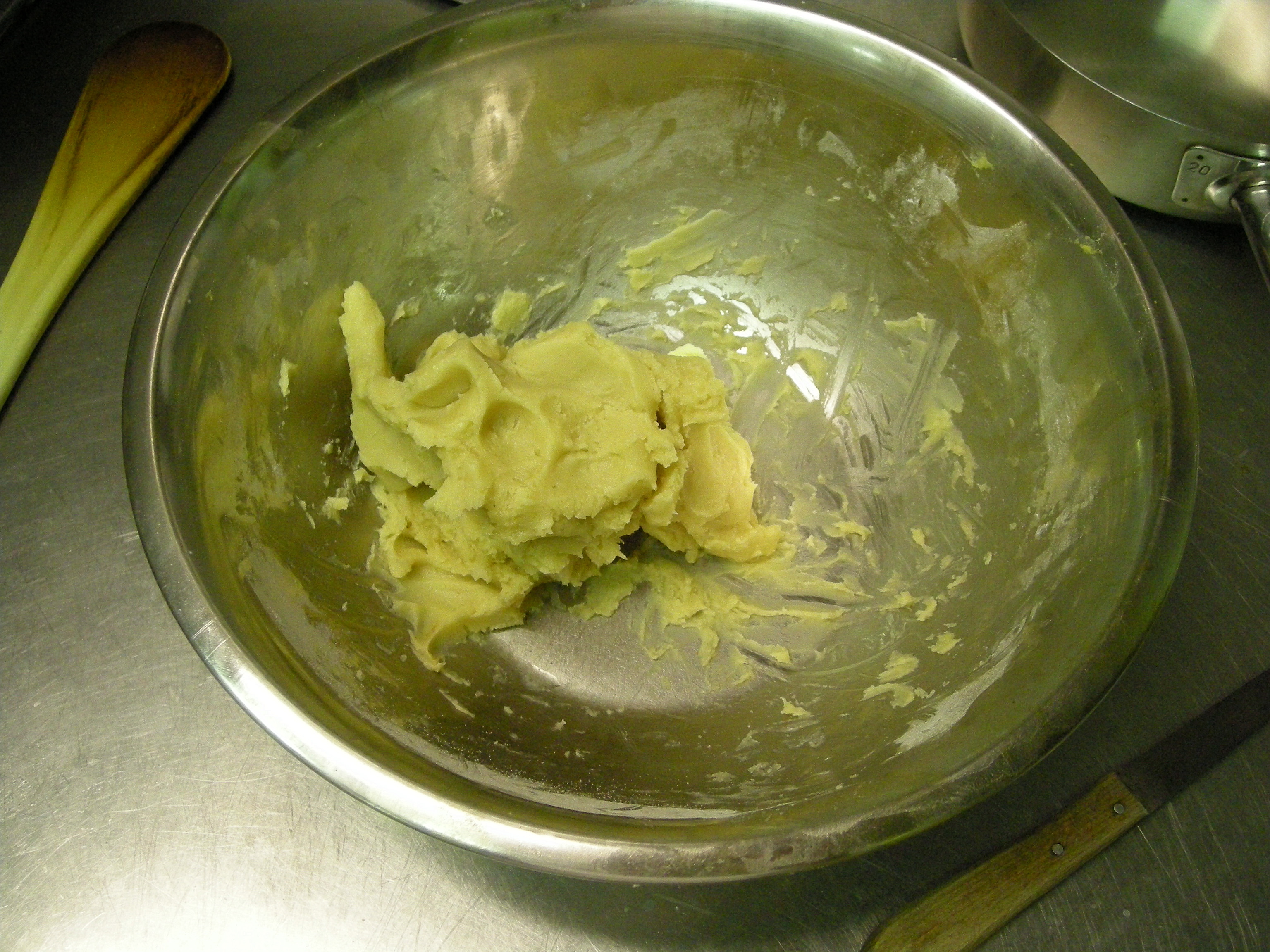
Beurre manié.

Le beurre manié est un mélange à parts égales de beurre et de farine, ajouté à un liquide pour le lier sans risquer de former des grumeaux comme avec un ajout direct de farine. Il sert à lier certaines sauces. 

## Exemples d'utilisations
- Coq au vin
- Pâte feuilletée

## Mélanges semblables
- Roux